# Jaume Caçador i Claret
Jaume Caçador i Claret (Barcelona ? - Girona 1597) fou Bisbe de Girona (1583-1597) i el 76è President de la Generalitat (1590-1593)

## Biografia
Fill de Francesc Caçador i nebot de Guillem Caçador i de Jaume Caçador, va ser canonge de Vic, Tortosa i Barcelona. Fou nomenat vicari general de Barcelona pel seu oncle, el bisbe d'Alguer, que ell ajudà en la reforma, especialment, en la dels religiosos. A Girona hagué d'enfrontar-se amb el capítol catedralici, al qual s'oposà.
La seva estada al front de la Diputació va estar caracteritzat per les fortes tensions polítiques amb la corona. Seguia actiu el nou sistema de presa de decisions a través de les Juntes de Braços i les divuitenes i, en començar el trienni, es formaren fins a 28 juntes en què hi participaven fins a 562 membres dels estaments i que generarien, entre 1590 i 1592, un total de catorze noves divuitenes sobre temes com: la defensa costanera, les detencions il·legals dels oficials reials, sobre la salutació protocol·lària dels genovesos a la ciutat de Barcelona o la persecució de lladres i bandolers.
Cap a la fi de l'any 1590, les tensions s'incrementaren degut a unes detencions il·legals practicades per oficials reials. La incomprensió del Consell d'Aragó a les queixes sistemàtiques de la Diputació no eren sinó la inoperància endèmica de l'aplicació de la Constitució de l'Observança. S'ordenà al nou virrei, en Pere Lluís Galceran de Borja i de Castre-Pinós, que detingués el diputat militar, Joan Granollacs i Pons, però l'intent de detenció al carrer el 24 de maig de 1590 va ser un fracàs. La Generalitat es tancà al Palau i, de facto, es produí una paràlisi política que seria aprofitada per la monarquia per a preparar la divisió interna dels diputats. Fou la figura de Jaume Caçador qui primer es va desmarcar de les posicions més dures, en part atemorit per les notícies que arribaven de Saragossa sobre la repressió reial arran de les alteracions d'Aragó i que varen acabar amb la decapitació fulminant del justícia Joan V de Lanuza. En un clima d'incertesa, es demanà la constitució d'una divuitena per a l'expulsió del lladres de Catalunya. Hom va veure en aquesta proposta una forma encoberta de crear un exèrcit popular que s'oposés a les forces reials. Finalment, Granollacs es trobà sol al retirar-li el suport la resta de diputats i oïdors.
Granollacs acabà fugint i, temporalment, minvaren les tensions institucionals. El 22 de febrer de 1593 es comunicà la suspensió dels tres capítols de redreç aprovats a les Corts de Montsó (1585) i que configuraven el funcionament de les Juntes de Braços i les divuitenes. També s'aplicà un control sobre els insaculats per a evitar que hi optés cap partidari del revoltat Granollacs.
Després d'acabar el seu mandat al front de la Generalitat, Jaume Caçador va estar vinculat al Tribunal del Breu encarregat dels delictes comesos pels eclesiàstics, des d'on va haver de jutjat els religiosos alçats a favor de Granollacs.